# Xanthomonas campestris
Xanthomonas campestris es una bacteria que causa una variedad de fitopatologías. Es usada en la producción comercial de un polisacárido de alto peso molecular, la goma xantana, que es un eficiente viscosificador de soluciones acuosas, con importantes usos, especialmente en la industria alimenticia.

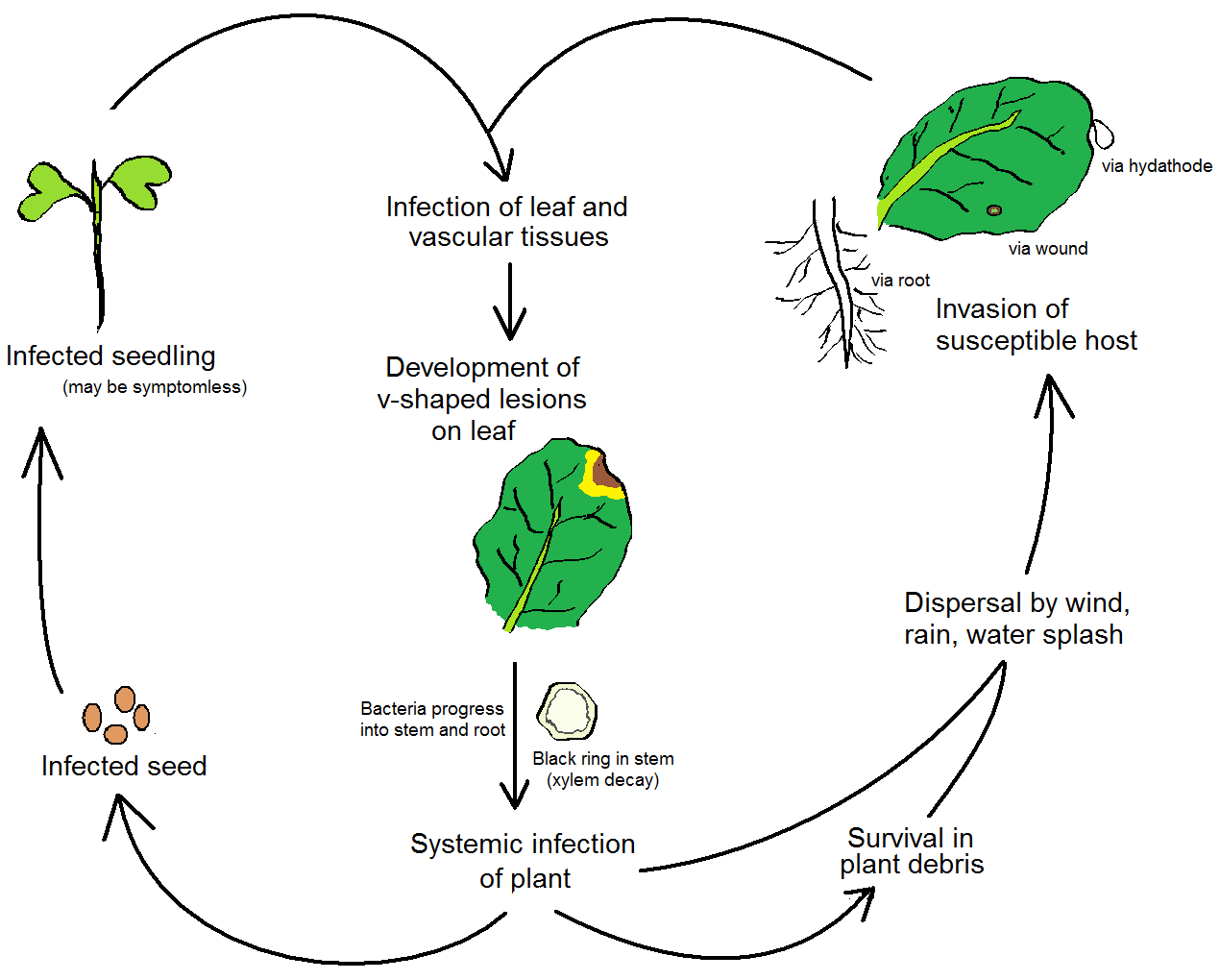
Ciclo de la infección con Xanthomonas campestris.

- Datos: Q3753551
- Multimedia: Xanthomonas campestris / Q3753551
- Especies: Xanthomonas campestris